# John Langdon
John Langdon (Portsmouth, 26 de junio de 1741-ibídem, 18 de septiembre de 1819) fue un político y uno de los padres fundadores de los Estados Unidos. Se desempeñó como delegado a la Convención Constituyente, firmó la Constitución de los Estados Unidos y fue uno de los dos primeros senadores estadounidenses por Nuevo Hampshire.
Como miembro del Congreso Continental, fue uno de los primeros partidarios de la Guerra de Independencia. Más tarde sirvió en el Congreso de los Estados Unidos durante 12 años, incluso como el primer presidente pro tempore del Senado, antes de convertirse en gobernador de Nuevo Hampshire. Rechazó una nominación para candidato a vicepresidente en 1812.

## Biografía

### Primeros años
El padre de Langdon era un próspero agricultor y constructor de barcos local cuya familia había emigrado a Estados Unidos antes de 1660 desde Sheviock (Caradon, Cornualles. Los Langdon fueron de los primeros en asentarse cerca de la desembocadura del río Piscataqua, un asentamiento que se convirtió en Portsmouth, uno de los principales puertos marítimos de Nueva Inglaterra.Después de terminar su educación primaria, se desempeñó como aprendiz como empleado. Él y su hermano mayor, Woodbury Langdon, rechazaron la oportunidad de unirse al sustento agrícola de su padre y, en cambio, se convirtieron en aprendices de comerciantes navales locales.

### Independencia
El control británico de las industrias navieras perjudicó enormemente el negocio de Langdon, lo que lo motivó a convertirse en un partidario vigoroso y prominente del movimiento revolucionario de la década de 1770. Sirvió en el Comité de Correspondencia de Nuevo Hampshire y en un comité de no importación, y también asistió a varias asambleas de patriotas. En 1774, participó en la incautación y confiscación de municiones británicas de Fort William and Mary.
Fue miembro del Segundo Congreso Continental de 1775 a 1776. Renunció en junio de 1776 para convertirse en agente de las fuerzas continentales contra los británicos y supervisó la construcción de varios buques de guerra, incluidos el Raleigh, el America y el Ranger, que fue capitaneado por John Paul Jones. En 1777, equipó una expedición contra los británicos, participando en la batalla de Bennington y comandando la Compañía de Voluntarios de Caballos Ligeros en las batallas de Saratoga y Rhode Island.
En 1784 construyó en Portsmouth la mansión ahora conocida como Governor John Langdon House. Fue elegido para dos mandatos como gobernador de Nuevo Hampshire, una vez entre 1785 y 1786 y nuevamente entre 1788 y 1789. Fue miembro del Congreso de la Confederación en 1787 y se convirtió en delegado de la Convención de Filadelfia en 1787, sirviendo como miembro de la delegación de Nuevo Hampshire. Fue elegido al Senado de los Estados Unidos y sirvió del 4 de marzo de 1789 al 3 de marzo de 1801. Fue elegido el primer presidente pro tempore del Senado el 6 de abril de 1789, y también se desempeñó como presidente pro tempore durante el segundo Congreso.
Fue un ferviente partidario del impulso para ratificar la Constitución de los Estados Unidos en Nuevo Hampshire. El 21 de junio de 1788 fue ratificado por el estado e inmediatamente le escribió a George Washington para informarle que Nuevo Hampshire se había convertido en el noveno estado.

### Años posteriores
Se desempeñó más tarde como miembro de la Legislatura de Nuevo Hampshire de 1801 a 1805), con los dos últimos períodos como presidente; se desempeñó como gobernador de 1805 a 1812, excepto por un año entre 1809 y 1810.
Murió en Portsmouth en 1819.

## Homenajes
La ciudad de Langdon (Nuevo Hampshire) lleva su nombre, así como Langdon Street en Madison (Wisconsin), una ciudad con numerosas calles que llevan el nombre de los padres fundadores de los Estados Unidos.